# Battenberg-Mausoleum

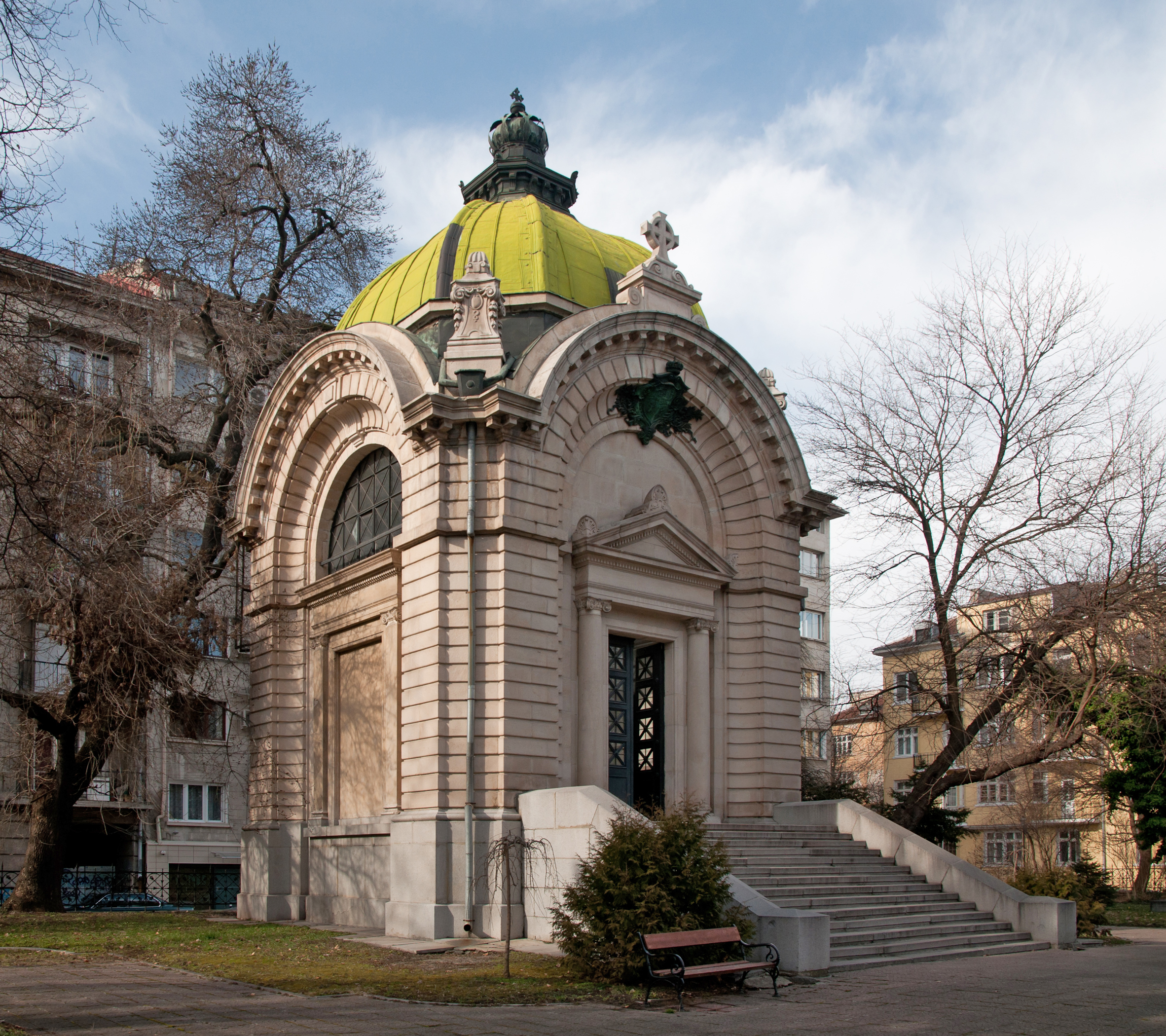
Außenansicht

Das Battenberg-Mausoleum in der bulgarischen Hauptstadt Sofia ist die letzte Ruhestätte von Fürst Alexander I. von Bulgarien, geboren von Battenberg. Er war das erste Staatsoberhaupt des als Ergebnis des Berliner Kongresses entstandenen Fürstentums Bulgarien.

## Alexanders Tod

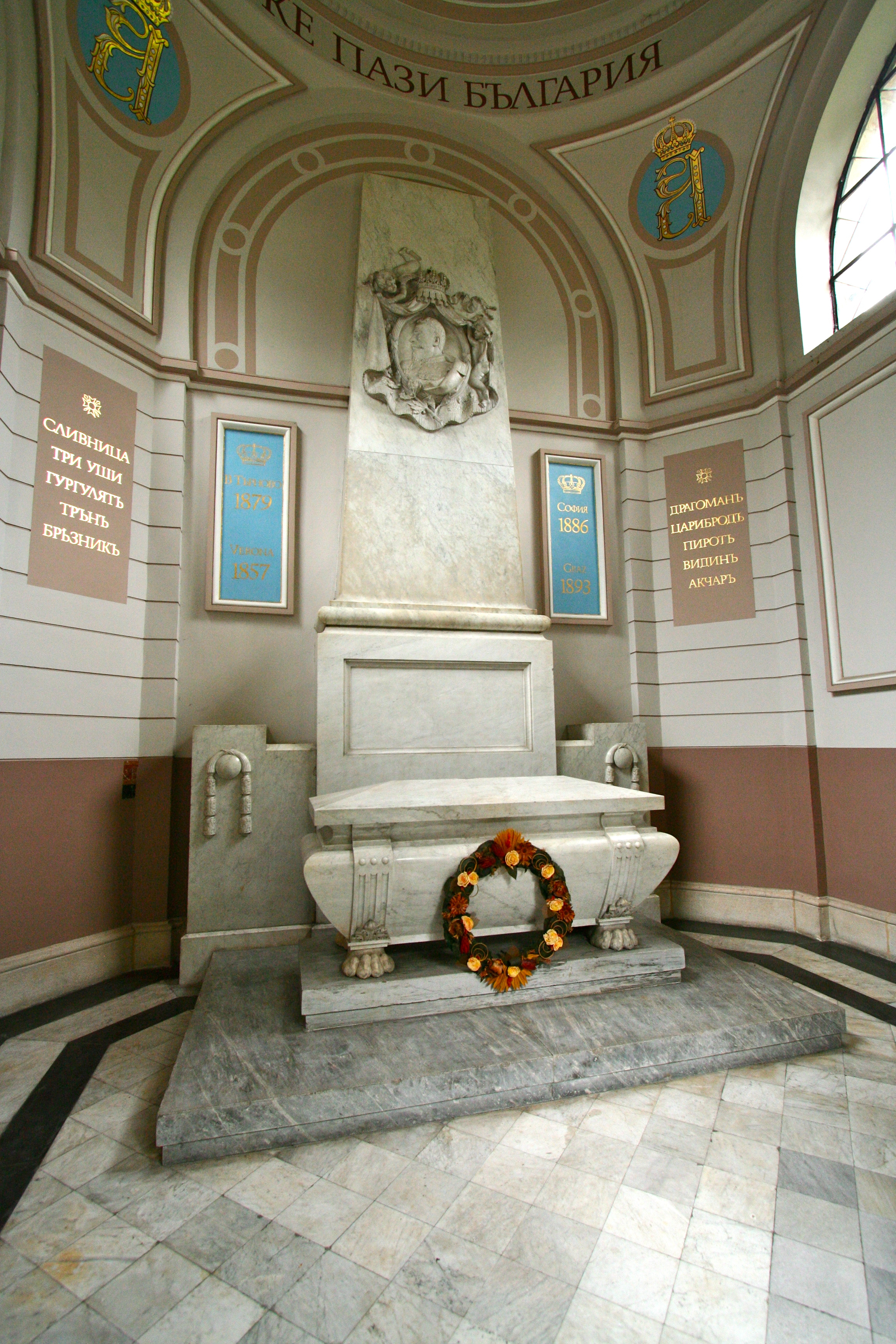
Innenraum mit Kenotaph

Nach einem Putsch trat Alexander I. 1886 von seinem Amt als Fürst zurück und ging darauf mit seiner Frau Johanna Loisinger ins Exil nach Graz, wo das Paar als Graf und Gräfin Hartenau lebte. Dort starb er unerwartet am 17. November 1893. Auf seinen Wunsch wurde er nach Sofia überführt. Er erhielt ein Staatsbegräbnis, dem neben Alexanders Witwe auch der neue bulgarische Fürst Ferdinand I. und viele Bulgaren beiwohnten. Nach einem Gottesdienst in der Kathedrale Sweta Nedelja wurde Alexander vorerst in der Rotunde des Heiligen Georg beigesetzt.

## Das Mausoleum
1897 wurde Alexander in das für ihn errichtete Battenberg-Mausoleum am heutigen Wassil-Lewski-Boulevard umgebettet. Der Schweizer Architekt Hermann Mayer entwarf ein 11 m hohes Mausoleum auf 80 m² im überwiegend neobarocken Stil. Das Mausoleum ist über eine Freitreppe zu erreichen. Über dem Eingang prangt eine Wappenkartusche mit dem fürstlichen Wappen Alexanders. Auf dem Kuppeldach befindet sich eine Krone. Die Innengestaltung stammt vom bedeutenden bulgarischen Maler Haralampi Tachew. Neben Monogrammen an den Wänden befindet sich über dem Kenotaph ein Reliefporträt Alexanders.
Zwischen 1947 und 1991 war das Mausoleum nicht zugänglich. Erst mit dem Ende der Volksrepublik Bulgarien wurde es wieder restauriert und neu eröffnet. Heute werden neben Kenotaph auch private Dinge und Dokumente Alexanders ausgestellt, die 1937 durch seine Witwe zur Verfügung gestellt wurden. Johanna Loisinger wurde in Graz auf dem Friedhof St. Leonhard beigesetzt.